# Ambly-sur-Meuse
Ambly-sur-Meuse är en kommun i departementet Meuse i regionen Grand Est (tidigare regionen Lorraine) i nordöstra Frankrike. Kommunen ligger i kantonen Verdun-Est som tillhör arrondissementet Verdun. År 2022 hade Ambly-sur-Meuse 241 invånare.

## Befolkningsutveckling
Antalet invånare i kommunen Ambly-sur-Meuse
| Referens: INSEE |